# Обнинский институт атомной энергетики НИЯУ МИФИ

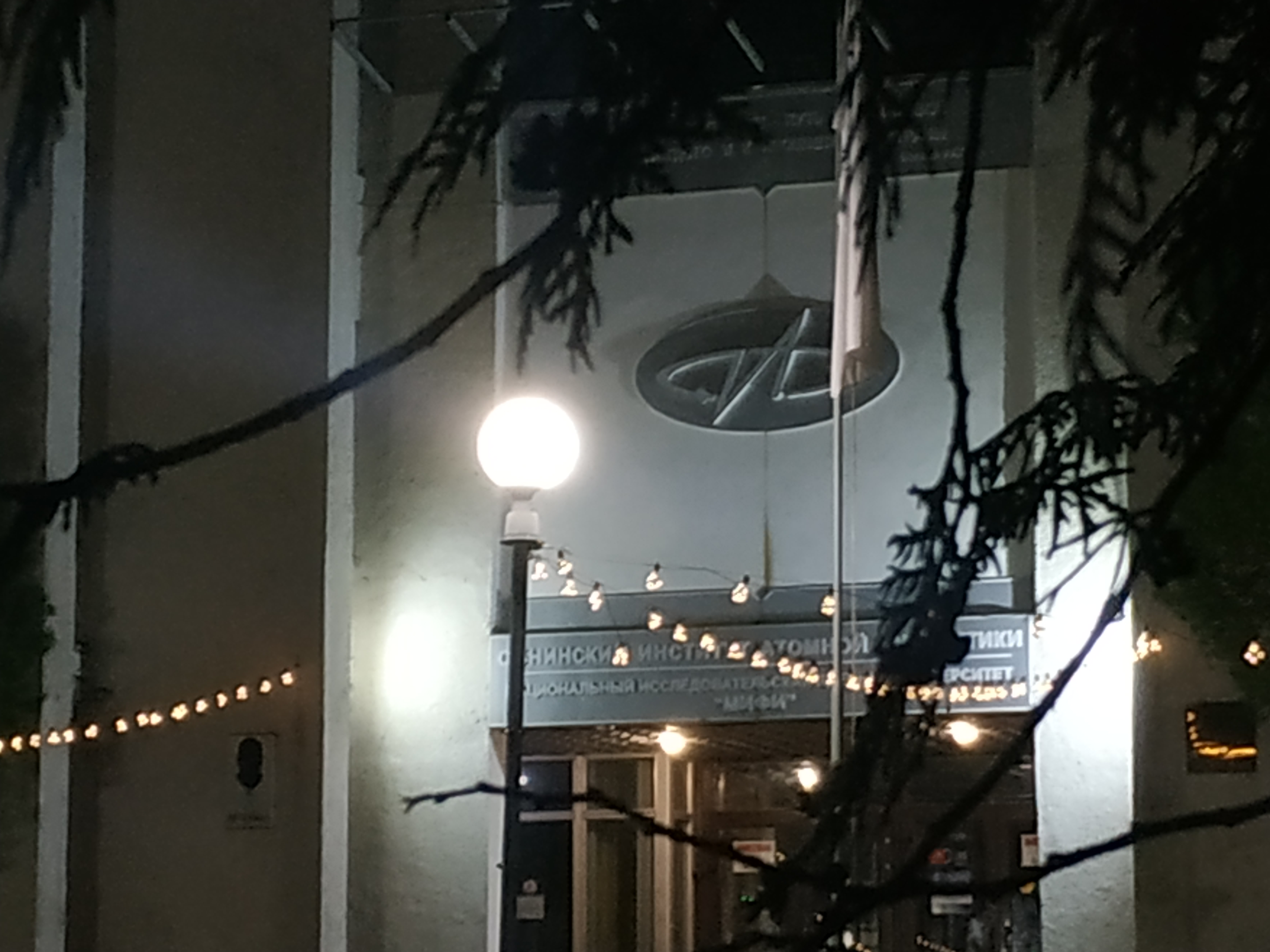
Главный вход

Центральный вход

Миссия ИАТЭ

Обнинский институт атомной энергетики (ИАТЭ) — высшее учебное заведение г. Обнинска, основанное в 1985 году на базе Обнинского филиала Московского инженерно-физического института. До 2002 года носил название Обнинский институт атомной энергетики. В 2002 году получил статус государственного технического университета и был переименован в Обнинский государственный технический университет атомной энергетики. 29 апреля 2009 года приказом Федерального агентства по образованию № 491 ВУЗ был реорганизован путём присоединения к НИЯУ МИФИ с названием Обнинский институт атомной энергетики — филиал федерального государственного бюджетного образовательного учреждения высшего профессионального образования «Национальный исследовательский ядерный университет „МИФИ“».

## Структура
С 2017 года набор на основные образовательные программы высшего образования в ИАТЭ НИЯУ МИФИ проводится в новые структурные подразделения.
- Отделение института ядерной физики и технологий (ОЯФиТ)

- Отделение института интеллектуальных кибернетических систем (ОИКС)
- Отделение  инженерно-физический института биомедицины
- Отделение института лазерных и плазменных технологий (ЛаПлаз)
- Отделение социально-экономических наук (ОСЭН)
- Институт общей профессиональной подготовки
- Подготовительный факультет
- Техникум

Прочие образовательные структуры:
- Центр дополнительного профессионального обучения

### Направления подготовки и специальности
- 01.03.02   Прикладная математика и информатика. Квалификация: бакалавр.
- 03.03.02   Физика. Квалификация: бакалавр.
- 09.03.01    Информатика и вычислительная техника. Квалификация: бакалавр.
- 09.03.02    Информационные системы и технологии. Квалификация: бакалавр.
- 12.03.01    Приборостроение. Квалификация: бакалавр.
- 14.03.01    Ядерная энергетика и теплофизика. Квалификация: бакалавр.
- 14.03.02    Ядерные физика и технологии. Квалификация: бакалавр.
- 16.03.01    Техническая физика. Квалификация: бакалавр.
- 22.03.01    Материаловедение и технологии материалов. Квалификация: бакалавр.
- 14.05.01    Ядерные реакторы и материалы. Квалификация: инженер-физик.
- 14.05.02    Атомные  станции: проектирование, эксплуатация и  инжиниринг. Квалификация: инженер-физик.
- 14.05.04    Электроника и автоматика физических установок. Квалификация: инженер-физик.
- 04.03.01    Химия. Квалификация: бакалавр.
- 04.03.02    Химия, физика и механика материалов. Квалификация: бакалавр.
- 06.03.01    Биология. Квалификация: бакалавр.
- 31.05.01    Лечебное дело. Квалификация: врач-лечебник.
- 38.03.01    Экономика. Квалификация: бакалавр.
- 38.03.05    Бизнес-информатика. Квалификация: бакалавр.
- 01.04.02    Прикладная математика информатика. Квалификация: магистр.
- 04.04.02    Химия, физика и механика материалов. Квалификация: магистр.
- 06.04.01    Биология. Квалификация: магистр.
- 09.04.01    Информатика и вычислительная техника. Квалификация: магистр.
- 09.04.02    Информационные системы и технологии. Квалификация: магистр.
- 12.04.01    Приборостроение. Квалификация: магистр.
- 14.04.01    Ядерная энергетика и теплофизика. Квалификация: магистр.
- 14.04.01    Ядерная энергетика и теплофизика. Квалификация: магистр.
- 14.04.02    Ядерные физика и технологии. Квалификация: магистр.
- 22.04.01    Материаловедение и технологии материалов. Квалификация: магистр.
- 38.04.02    Менеджмент. Квалификация: магистр.
- 38.04.04    Государственное и муниципальное управление. Квалификация: магистр.

## Научная деятельность
ИАТЭ организует и проводит международные конференции по безопасности и подготовке кадров для атомной энергетики, материаловедению и др.
С 1993 года в ИАТЭ издается научно-технический журнал «Известия Высших учебных заведений. Ядерная энергетика».

## История

### Обнинский филиал Московского инженерно-физического института (1953 — 1985)
Лаборатория «В» МВД СССР — предприятие п/я 276 (в дальнейшем Физико-энергетический институт) Министерства среднего машиностроения СССР нуждалось в специалистах по ядерной энергетике. В 1950 году директор ФЭИ Д. И. Блохинцев подписал приказ об образовании на предприятии п/я 276 заочных отделений Московского механического института (впоследствии преобразованного в филиал МИФИ) и МГУ. Организация этих отделений была поручена начальнику лаборатории п/я 276 В. Н. Глазанову.
У нового учебного заведения не было штатных преподавателей и учебных помещений, но учебная работа удовлетворительно осуществлялась. В 1952 году учебное заведение было преобразовано Министерством высшего и среднего специального образования СССР (приказ от 24 октября 1952 года) в вечернее отделение № 5 МИФИ. Этот приказ был спущен почти через два года, в августе 1954 года, без штатного расписания и финансирования.
Проблема отсутствующих учебных помещений была решена за счёт части здания школы имени Шацкого и подвалов общежитий и помещений отдела кадров ФЭИ. Лабораторные работы проводились в соответствующих лабораториях ФЭИ при участии сотрудников этих лабораторий. Формально учебное заведение было филиалом МИФИ, фактически — филиалом ФЭИ.
Чтобы учебное заведение получило собственное здание, В. Н. Глазанов, будучи заместителем директора ФЭИ по науке, пошёл на подлог, построив новое здание площадью 400 м² по документам для подразделения ФЭИ и передав его в 1959 году филиалу МИФИ.
К началу 1960-х годов был сформирован коллектив преподавателей, учебно-вспомогательный персонал и созданы полностью оснащённые современным оборудованием и приборами учебно-исследовательские лаборатории, мастерские, кабинеты. Лаборатории возглавили первые сотрудники: Л. М. Мирошниченко, Т. Э. Прокурат, М. В. Борисов, Г. М. Назарова, Ю. А. Фёдоров.
11 июня 1962 года Совет Министров СССР принял постановление № 556/228 о передаче вечернего отделения № 5 и Обнинского техникума Министерства среднего машиностроения Московскому инженерно-физическому институту с целью организации филиала с дневной и вечерней формами обучения и среднетехнического факультета. Постановление было подписано министром высшего и среднего образования РСФСР В. Е. Столетовым и заместителем министра среднего машиностроения Л. Мезенцевым.
В 1962 году на первом курсе дневного отделения начали учиться 50 человек. В 1963 году был введён институт кураторов, работавших на общественных началах. Также на общественных началах стала работать учебно-воспитательная комиссия, возглавляемая студентами, в обязанность которой было вменено следить за успеваемостью студентов.
Организация обучения включала УИР (учебно-исследовательскую работу) в течение двух дней в неделю, начиная с 4-го курса, на базе ФЭИ, затем преддипломную практику и, наконец, диплом как завершающий этап двух предыдущих видов обучения. Дипломы в результате в большинстве были высокого уровня.
За двадцать лет существования филиала МИФИ количество штатных преподавателей выросло с трёх в 1954 до ста четырёх в 1974 году. Выпускники Обнинского филиала МИФИ уже в начале 1960-х годов котировались высоко, и в преподавательском коллективе возникла идея создания на базе филиала самостоятельного института по подготовке физиков в области биологии, радиологии, геологии, метеорологии. С соответствующими министерствами были согласованы учебные планы, разработанные институтом. В 1963 году появился приказ министерства высшего и среднего образования СССР об организации на базе филиала самостоятельного института с приёмом 275 человек с финансированием министерством среднего машиностроения СССР строительства учебного корпуса и общежития для студентов. Был разработан проект учебного корпуса, строительство которого было доведено в 1964 году до 1-го этажа. Однако в этом же году, после смерти шестидесятишестилетнего В. Н. Глазанова, генеральный подрядчик ФЭИ передал здание Центральному институту повышения квалификации (ЦИПК). Под вопросом оказалось само существование филиала. В 1966 году вышел приказ министра высшего образования СССР В. П. Елютина и министра среднего машиностроения СССР Е. П. Славского о закрытии дневного отделения в связи с нецелесообразностью параллелизма в подготовке инженеров-физиков в Обнинском филиале и самом МИФИ.
Коллективу преподавателей удалось убедить руководство Министерства среднего машиностроения не разгонять сформировавшееся уникальное учебное заведение. В течение трех лет (1968, 1969, 1970) институт существовал полулегально. Работало дневное отделение, которое согласно приказу было ликвидировано. В 1969—1970 годах преподавательский коллектив при поддержке всех научных институтов Обнинска добивался открытия филиала. В 1970 году вышел приказ об открытии в Обнинске филиала МИФИ по подготовке специалистов по автоматизированным системам управления (АСУ) и вычислительной технике.
В 1970 году филиал возглавил Г. А. Середа, при котором был построен учебный корпус, кафедры были частично укомплектованы современным оборудованием и приборами, новый институт получил хорошо подготовленный преподавательский и учебно-вспомогательный персонал. В 1985 году на базе филиала МИФИ был создан новый Институт атомной энергетики (ИАТЭ), который возглавил Ю. А. Казанский.

## Директора и ректоры
- 1959—1964 — Владимир Николаевич Глазанов (1898—1964)
- 1965—1970 — Анатолий Данилович Руденко (1925—1990)
- 1970—1985 — Глеб Аркадьевич Середа (1916—1990)
- 1985—2000 — Юрий Алексеевич Казанский (р. 1930)
- 2000—2010 — Николай Леонидович Сальников (р. 1948)
- 2010—2012 — Валерий Алексеевич Галкин
- 2012—2013 — Валерий Иванович Ярыгин
- 2013—2016 — Наталья Германовна Айрапетова
- 2016 — май 2019 — Татьяна Николаевна Леонова
- май 2019 - июль 2022 -   Татьяна Андреевна Осипова
- август 2022 - по н.в. - Панов Алексей Валерьевич

## Известные преподаватели
- См. Категория:Преподаватели Обнинского института атомной энергетики

## Известные выпускники и студенты
- См. Категория:Выпускники Обнинского института атомной энергетики